# Copa da Andaluzia
A Copa da Andaluzia ou Campeonato da Andaluzia foi uma competição oficial entre clubes da região da Andaluzia, no sul da Espanha. Organizada pela primeira vez em 1915 pela Federação Andaluza de Futebol, a copa foi cancelada na década de 40, por causa da Guerra Civil Espanhola. O campeão garantia uma vaga para participar da Copa do Rei da Espanha, junto aos vencedores de outras copas regionais.

## Campeões
| Temporada | Campeão           | Placar da final | Vice-campeão      | Sede                               |
| --------- | ----------------- | --------------- | ----------------- | ---------------------------------- |
| 1915/16   | Español Cádiz     | 2:1             | Sevilla           | Sevilla Campo del Mercantil        |
| 1916/17   | Sevilla           | 4:0             | Recreativo Huelva | Sevilla Campo del Mercantil        |
| 1917/18   | Recreativo Huelva | [ 1 ]           | Español Cádiz     | Sevilla Campo de la Reina Victoria |
| 1918/19   | Sevilla           | [ 2 ]           | Recreativo Huelva |                                    |
| 1919/20   | Sevilla           | [ 3 ]           | Real Betis        |                                    |
| 1920/21   | Sevilla           | 4-0 e 1-0       | Real Betis        |                                    |
| 1921/22   | Sevilla           | [ 2 ]           | Español Cádiz     |                                    |
| 1922/23   | Sevilla           | [ 2 ]           | Real Betis        |                                    |
| 1923/24   | Sevilla           | [ 2 ]           | Real Betis        |                                    |
| 1924/25   | Sevilla           | [ 2 ]           |                   |                                    |
| 1925/26   | Sevilla           | [ 2 ]           | Real Betis        |                                    |
| 1926/27   | Sevilla           | [ 5 ]           | Real Betis        |                                    |
| 1927/28   | Real Betis        | [ 6 ]           | Sevilla           |                                    |
| 1928/29   | Sevilla           | :               | RFC Córdoba       |                                    |
| 1929/30   | Sevilla           | :               | Real Betis        |                                    |
| 1930/31   | Sevilla           | :               | Real Jaén CF      |                                    |
| 1931/32   | Real Jaén CF      | :               | Real Betis        |                                    |
| 1932/33   | Granada CF        | [ 7 ]           | Real Betis        |                                    |
| 1933/34   |                   | [ 7 ]           |                   |                                    |
| 1934/35   |                   | [ 8 ]           |                   |                                    |
| 1935/36   | Sevilla           | :               | Xerez CD          |                                    |
| 1936/37   |                   | [ 9 ]           |                   |                                    |
| 1937/38   | Real Jaén CF      | [ 9 ]           | Xerez CD          |                                    |
| 1938/39   | Sevilla           | :               | Real Betis        |                                    |
| 1939/40   | Sevilla           | :               | Úbeda CF          |                                    |